# Deep Forest
Deep Forest is een Franse muziekgroep, die oorspronkelijk bestond uit het duo Eric Mouquet en Michel Sanchez. Ze mixen wereldmuziek met elektronische klanken en synthesizers. In 1994 werden ze genomineerd voor een Grammy Award voor Beste Wereldmuziek Album. Het jaar daarop wonnen ze de prijs voor hun album Boheme. Michel Sanchez startte in 2005 een solo-carrière en verliet de groep. Eric Mouquet bleef actief onder de naam "Deep Forest".
Deep Forest heeft wereldwijd meer dan 10 miljoen albums verkocht.

## Biografie
Het duo Mouquet en Sanchez noemen zichzelf geluidsverslaggevers. De muziek die ze maken bevat bijdragen die ze over de hele wereld verzameld hebben. In hun studio in het noorden van Frankrijk produceren ze die fragmenten met moderne instrumenten tot een unieke mix. Op een aantal van hun nummers zijn bekende gastartiesten te horen, zoals Joe Zawinul, Peter Gabriel, Jon Anderson, Josh Groban, Anggun en Márta Sebestyén.
Een deel van de opbrengst van hun platen gaat terug naar de landen waar de fragmenten opgenomen zijn. Van het debuutalbum Deep Forest, een productie van Dan Lacksman (Telex), werden meer dan drie miljoen exemplaren verkocht. Evenveel albums werden verkocht van opvolger Boheme uit 1995.

## Discografie
Deep Forest
| Jaar | Titel                  | Opmerking                                    |
| ---- | ---------------------- | -------------------------------------------- |
| 1992 | Deep Forest            | debuutalbum                                  |
| 1994 | World Mix              | heruitgave met extra remixen                 |
| 1995 | Boheme                 | Grammy Award                                 |
| 1998 | Comparsa               | ook uitgebracht op sacd                      |
| 1999 | Made in Japan          | live-album                                   |
| 2000 | Pacifique              | soundtrack album                             |
| 2002 | Music Detected         |                                              |
| 2003 | Essence of Deep Forest | verzamelalbum, alleen uitgekomen in Japan    |
| 2004 | Essence of the Forest  | verzamelalbum, drie verschillende versies    |
| 2004 | Kusa no Ran            | soundtrack album; alleen uitgekomen in Japan |
| 2016 | Evo Devo               |                                              |
| 2020 | Deep Symphonic         | symfonische versies van eerdere nummers      |
| 2021 | Eponymous              | herziene versie van het eerste album         |
| 2023 | Burning                |                                              |

Eric Mouquets soloalbums
| Jaar | Titel       | Opmerking                                           |
| ---- | ----------- | --------------------------------------------------- |
| 2008 | Deep Brasil | uitgegeven onder de naam Deep Projects              |
| 2013 | Deep India  | uitgegeven onder de naam Deep Forest & Rahul Sharma |
| 2013 | Deep Africa | uitgegeven onder de naam Deep Forest Eric Mouquet   |

Michel Sanchez' soloalbums
| Jaar | Titel                   | Opmerking                                 |
| ---- | ----------------------- | ----------------------------------------- |
| 1994 | Windows                 | Producenten: Dan Lacksman, Michel Sanchez |
| 2000 | Hiéroglyphes            | label: Naïve                              |
| 2008 | The Day Of A Paper Bird |                                           |
| 2008 | The Touch               |                                           |
| 2014 | Eliott                  |                                           |
| 2016 | Windows II              |                                           |

Samenwerkingen
| Jaar | Titel               | Artiest        |
| ---- | ------------------- | -------------- |
| 1999 | Aral                | Catherine Lara |
| 2003 | Closer              | Josh Groban    |
| 2006 | Awake               | Josh Groban    |
| 2012 | Files under Zawinul | Joe Zawinul    |
| 2018 | Epic Circuits       | Gaudi          |

## Singles
| Single met eventuele hitnotering(en) in de Nederlandse Top 40 | Datum van verschijnen | Datum van binnenkomst | Hoogste positie | Aantal weken | Opmerkingen       |
| ------------------------------------------------------------- | --------------------- | --------------------- | --------------- | ------------ | ----------------- |
| Sweet Lullaby                                                 | 10-03-1992            | 26-03-1994            | 8               | 8            |                   |
| While the Earth Sleeps                                        | 1995                  | 24-02-1996            | tip14           | -            | met Peter Gabriel |

## Trivia
- Deep Forest, Daft Punk en Phoenix zijn de enige Franse bands die een Grammy Award hebben gewonnen.[2]
- De naam 'Deep Forest' is volgens Mouquet afkomstig van een combinatie van Deep Purple en rain forest.[3]
- Sweet Lullaby werd in 2000 gebruikt als sample in de hit Komodo van Mauro Picotto.